# Francisco Garzarón
Francisco de Garzarón Vidarte, más conocido como Francisco Garzarón (Andosilla, Navarra; 1670 - México; 19 de junio de 1727), fue un jurista y clérigo español. Fue inquisidor en la Inquisición mexicana y visitador general de los tribunales de Nueva España entre 1716 y 1727. Durante su encargo como visitador general investigó y llevó hasta el Consejo de Indias distintos casos de corrupción cometida por autoridades coloniales novohispanas.

## Primeros años
Garzarón obtuvo el grado de bachiller en cánones por la Universidad de Sigüenza en 1688 y en 1696 recibió el grado de abogado de los Reales Consejos por parte del Consejo de Castilla. 
En 1700 fue nombrado provisor del obispado de Ceuta por el obispo Vidal Marín. Tres años más tarde, en 1503, Marín le otorgó la administración del hospital de esa ciudad. En 1705 Marín es nombrado inquisidor general de la insquisición española y llama a Garzarón para que fuera su secretario de Cámara en los asuntos del Santo Oficio. En 1706, Marín lo nombra inquisidor de México.

## Visitaduría en la Nueva España
El 3 de julio de 1716 el virrey novohispano Baltasar de Zúñiga y Guzmán le comunica una real cédula del 21 de diciembre de 1715 en donde se elegía a Garzarón para realizar una visita general a la Audiencia de México y demás tribunales de la Nueva España.
Durante su visitaduría, Garzarón solicitó a los residentes de la Nueva España que reportaran casos de corrupción de los alcaldes y otros impartidores de justicia. Entre los casos que investigó se encuentra el de tres nobles indígenas de Santiago Tecali (Puebla) que en 1724 se quejaron por las extorsiones sufridas por un año y medio desde que el alcalde mayor de esa zona inició su cargo. El alcalde mayor les confiscó propiedades y les mandó a una cárcel pública en Puebla sin presentar cargos formales. Dicho alcalde mayor también entró en contubernio con un notario para vender mulas y bueyes en su distrito con un margen de ganancia de 300%, "por lo que el alcalde hoy tiene 30,000 pesos de sus baraterías (corrupción) en la administración de la justicia".
En total, Garzarón suspendió a trece jueces  de la Audiencia de México. Bajo los estándares de la época probó que dichos jueces habían aceptado regalos para fallar a favor de las personas que los sobornaron; igualmente probó que los jueces habían torturado a prisioneros para obtener dinero y que habían dilatado las audiencias de los litigantes que se rehusaran a pagarles. El Consejo de Indias en Madrid en 1721 dio la razón a Garzarón y validó la remoción de los trece jueces por haber realizado actos de corrupción. Garzarón también suspendió a 156 oficiales subalternos, incluyendo notarios y carceleros.
Si bien es cierto que el trabajo realizado por Garzarón buscaba investigar la corrupción en la Nueva España, según la lectura revisionista de Antonio García, el trabajo de Garzarón sirvió para remover a criollos de los puestos y reemplazarlos por españoles peninsulares como parte de la depuración a la administración realizada después de la Guerra de Sucesión Española.